# 1855 Корольов
1855 Корольов (1855 Korolev) — астероїд головного поясу, відкритий 8 жовтня 1969 року.
Тіссеранів параметр щодо Юпітера — 3,623.